# Hongkong na Letnich Igrzyskach Olimpijskich 1996
Hongkong na Letnich Igrzyskach Olimpijskich 1996 reprezentowało 23 zawodników: 14 mężczyzn i dziewięć kobiety. Był to 11 start Hongkongu na letnich igrzyskach olimpijskich i jednocześnie ostatni start jako kolonia brytyjska. Lee Lai Shan zdobył pierwszy medal olimpijski dla Hongkongu.

## Zdobyte medale
| Medal | Zawodnik     | Dyscyplina | Konkurencja        | Rezultat |
| ----- | ------------ | ---------- | ------------------ | -------- |
| Złoto | Lee Lai Shan | Żeglarstwo | windsurfing kobiet | 16 pkt   |

## Skład kadry

### Badminton
- Chan Siu Kwong, He Thim - gra podwójna mężczyzn - 17. miejsce,
- Chan Oi Ni, He Thim - gra mieszana - 17. miejsce

### Judo
Kobiety
- Wu Ching - waga do 61 kg - 20. miejsce,

### Kolarstwo szosowe
Mężczyźni
- Wong Kam Po - wyścig ze startu wspólnego - nie ukończył wyścigu,

### Lekkoatletyka
Kobiety
- Chan Sau Ying - bieg na 100 m - odpadła w eliminacjach,

### Pływanie
Kobiety
- Pang Snowie - 100 m stylem klasycznym - 41. miejsce,

Mężczyźni
- Li Arthur

50 m stylem dowolnym - 42. miejsce,
100 m stylem dowolnym - 42. miejsce,
100 m stylem motylkowym - 50. miejsce,
- Kwok Mark

400 m stylem dowolnym - 29. miejsce,
200 m stylem motylkowym - 34. miejsce,
200 m stylem zmiennym - 29. miejsce,
400 m stylem zmiennym - 20. miejsce,

### Skoki do wody
Mężczyźni
- Ng Sui - wieża 10 m - 33. miejsce,

### Strzelectwo
Mężczyźni
- Cheng Shu Ming - trap - 49. miejsce,

### Tenis stołowy
Kobiety
- Chan Tan Lui - gra pojedyncza - 5. miejsce,
- Hai Po Wa - gra pojedyncza - 9. miejsce,
- Chan Tan Lui, Hai Po Wa - gra podwójna - 5. miejsce,

Mężczyźni
- Lo Chuen Tsung - gra pojedyncza - 33. miejsce,
- Chan Kong Wah, Lo Chuen Tsung - gra podwójna - 9. miejsce,

### Wioślarstwo
Mężczyźni
- Michael Tse - jedynki - 21. miejsce,

### Żeglarstwo
- Lee Lai Shan - windsurfing kobiet - 1. miejsce,
- Wong Sam - windsurfing mężczyzn - 28. miejsce,
- Cheung Mei Han, Tung Chun Mei - klasa 470 kobiety - 20. miejsce
- Chan Yuk Wah, Andrew Service - klasa 470 mężczyźni - 36. miejsce,
- Yang Fung - klasa Laser - 46. miejsce,